# Mellon Bank Center
Mellon Bank Center é um dos arranha-céus mais altos do mundo, com 241 metros (792 ft). Edificado na cidade de Filadélfia, Estados Unidos, foi concluído em 1990 com 54 andares.